# Foomatic

Linux/Unix Druckprozess: Foomatic (foomatic-rip) wird verwendet, um PostScript-Daten direkt in das Format des Druckers zu überführen.

Foomatic ist ein konfigurierbares Drucksystem, das die Nutzung von Druckern unter Linux vereinfacht. Dabei wird über PPD-Dateien eine Konfiguration erstellt, die es dem Spooler ermöglicht, die Daten optimal an den Drucker zu übertragen. Das Paket funktioniert dabei mit den meisten Druckern, die Ghostscript als Druckprozessor einsetzen.
Zurzeit kümmert sich die Arbeitsgruppe von OpenPrinting der Linux Foundation um die Weiterentwicklung.

## Paketbeschreibung
Das Paket beinhaltet:
foomatic-filters (oder foomatic-rip)
PostScript wird in die Druckersprache mit Hilfe der PPD-Dateien umgewandelt. Dafür wird ein für jeden Drucker spezifischer Low-Level-Treiber benötigt, um den fertigen Code zu erzeugen.
foomatic-tools
foomatic-db-engine: Ein Programm, das die PPD-Dateien aus den Daten in der Datenbank generiert. Es beinhaltet außerdem ein Script, welches Druckwarteschlangen direkt in Druckaufträge umwandelt.
foomatic-db: Das gesammelte Wissen über Drucker, Treiber, Treiberoptionen in XML-Dateien, das von der foomatic-db-engine benutzt wird, um die PPD-Dateien zu generieren.
foomatic-db-hpijs: Foomatics XML-Daten-Generator für HPs HPIJS-Treiber.

## Freie Treiber, mit denen Foomatic funktioniert
Die folgenden Treiber wurden speziell für die Kompatibilität mit Foomatic entwickelt:
- pxlmono and pxlcolor, funktioniert mit HP Laserjets
- ljet4, ebenfalls für HP Laserjets[1]
- hpijs, für PCL Tintenstrahldrucker[2]
- splix, für Samsung Printer Language[3]
- gdi, für Samsung SmartGDI[2]

## Spooler, mit denen Foomatic funktioniert
- CUPS
- LPRng
- LPD
- GNUlpr
- Solaris LP
- PPR
- PDQ
- CPS
- Direktdruck (ohne Spooler)